# 桑迪穆什鎮區 (北卡羅萊納州班康縣)
桑迪穆什鎮區（英語：Sandy Mush Township）是位於美國北卡羅萊納州班康縣的一個鎮區。

## 地方資料
桑迪穆什鎮區的面積為88.57平方千米，皆為陸地。根據2020年美國人口普查的數據，當地共有人口1519人，而人口密度為每平方千米17.15人。